# Dopo-myeon
Dopo-myeon (koreanska: 도포면) är en socken i kommunen Yeongam-gun i provinsen Södra Jeolla i den sydvästra delen av Sydkorea, 305 km söder om huvudstaden Seoul.